# Peripatopsis leonina
Peripatopsis leonina é uma espécie de invertebrado da família Peripatopsidae.
É endémica da África do Sul.
Os seus habitats naturais são: matagais mediterrânicos.
Está ameaçada por perda de habitat.